# Tempête Christian
Pour les articles homonymes, voir Tempête (homonymie).
La tempête Christian ou tempête de la Saint Jude est une dépression météorologique ayant généré un épisode de vents violents dans plusieurs pays du nord-ouest de l'Europe à partir du 27 octobre 2013. 
Première tempête de la saison en Europe, elle provoqua de violentes rafales sur les littoraux britanniques, français et belges (147 km/h au Cap Gris-Nez) et se renforça sensiblement en remontant sur le Danemark et le nord de l'Allemagne, où, en phase avec un puissant courant-jet, elle prit un caractère « explosif », devenant ce que les météorologistes appellent une « bombe » (cyclogénèse frontale explosive). Elle atteignit ainsi son maximum d'intensité en passant dans ces régions (193 km/h sur la péninsule de Kegnæs, près de Sønderborg et 180 km/h à Sandnæs Hage, près de Viborg, au Danemark, 183 km/h à Hörnum, en Allemagne). Son passage a causé la mort d'au moins 15 personnes.

## Origine du nom
Le nom Christian provient d'une liste de noms utilisée depuis 1954 par l’université libre de Berlin (ULB) pour nommer les tempêtes synoptiques qui affectent l'Europe. Son usage s'est répandu aux autres pays du continent depuis cette époque. Depuis 2002, l’ULB utilise des noms suggérés par le public qui doit payer un certain montant servant au financement de l'observatoire météorologique de l’université. 
Au Royaume-Uni et en Irlande, les médias parlent de tempête de la Saint Jude en référence au patron des causes perdues, traditionnellement célébré le 28 octobre. L'expression a été popularisée sur Twitter par Leon Brown, un météorologiste britannique travaillant pour The Weather Channel.

## Évolution météorologique

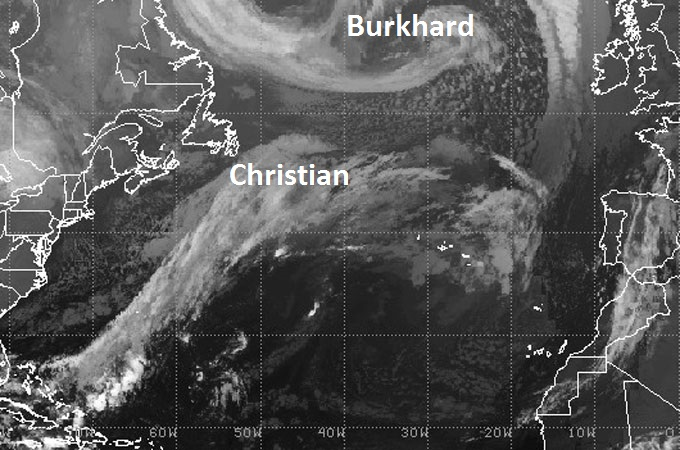
Image satellite tôt le 26 octobre montrant Christian et Burkhard

Boucle de la trajectoire de Christian qui débute comme une petite dépression en bas à gauche de l'image mais se creuse rapidement

Le 24 octobre, le Met Office britannique émettait un avis pour une importante dépression qui devait se former au cours des prochaines 48 heures sur l'Atlantique Nord et qui affecterait le Royaume-Uni pour le dimanche 27 octobre. La faible dépression Christian s'est ainsi formée tard le 25 octobre entre Terre-neuve et l'Espagne à partir d'un système frontal venu de la côte est de l'Amérique du Nord et des restes de la tempête tropicale Lorenzo. À ce moment, une importante dépression nommée Burkhard se trouvait au sud-est du Groenland et semblait vouloir dominer la situation météorologique. Cependant, les modèles de prévision numérique du temps développaient Christian aux dépens de Burkhard et le Met Office a émis une vigilance orange dès le 26 octobre mentionnant que le Pays de Galles, les Midlands et le sud de l'Angleterre seraient frappés par des vents de 95 à 130 km/h. Des vents encore plus forts étaient prévus pour la côte sud de l'Angleterre, les îles Anglo-Normandes et la péninsule de Brest, jusqu'à 160 km/h. 
Elle toucha les côtes de la Bretagne et de l'Angleterre vers 19 heures le 27 octobre avec une pression minimale de 990 hPa, elle produisit des rafales de plus de 110 km/h. À 22 heures, des rafales supérieures à 130 km/h ont été enregistrées sur les côtes bretonnes. À 1 heure le 28 octobre, la tempête continua sa route et se dirigea vers l'est, elle passa entre le Royaume-Uni et les côtes de la Manche tout en se creusant de plus en plus et la pression minimale fut de 984 hPa selon un relevé au Royaume-Uni. Christian donna aussi d'importantes précipitations
Vers 5 heures du matin, elle passa sur le pas de Calais puis sur la mer du Nord et la pression minimale est de 980 hPa. La tempête s'éloigna ensuite de la France et de l'Angleterre donnant encore des rafales assez fortes : entre 9 heures et 11 heures, malgré l'éloignement de la tempête, une rafale de 147 km/h fut notée au Cap Gris-Nez. Christian se dirigea ensuite vers le Danemark puis les pays scandinaves. Le 29 octobre, elle pasa sur le nord-ouest de la Russie et les pays baltes avant d'aller se perdre dans l'Arctique,.

## Impact
| Pays        | Endroit                      | Vitesse          |
| ----------- | ---------------------------- | ---------------- |
| Allemagne   | îles de Heligoland           | 193 km/h         |
| Allemagne   | Hörnum                       | 183 km/h         |
| Belgique    | Zeebruges                    | 119 km/h         |
| Danemark    | Kegnæs, près de Sønderborg   | 193 km/h         |
| Danemark    | Sandnæs Hage, près de Viborg | 180 km/h         |
| Estonie     |                              | 108 km/h         |
| Royaume-Uni | Côtes sud de l'Angleterre    | plus de 140 km/h |
| France,     | Cap Gris-Nez (62)            | 147 km/h         |
| France,     | Camaret-sur-Mer (29)         | 134 km/h         |
| France,     | Boulogne-sur-Mer (62)        | 126 km/h         |
| France,     | Cap de la Hague (50)         | 125 km/h         |
| France,     | Ouessant (29)                | 116 km/h         |
| France,     | Île de Groix (56)            | 115 km/h         |
| France,     | Pointe du Raz (29)           | 112 km/h         |
| Pays-Bas    |                              | 183 km/h         |

Plus d'une quinzaine de personnes sont mortes dans la tempête. Cette tempête aura apporté d'importantes précipitations avec des cumuls de pluies de 40 mm sur certains lieux et surtout des vents violents.
| Nationalité | Morts |
| ----------- | ----- |
| Allemagne   | 3     |
| Danemark    | 2     |
| France      | 1     |
| Pays-Bas    | 2     |
| Royaume Uni | 6     |

### Allemagne
En Allemagne, une femme et un enfant sont morts dans un accident de voiture à Gelsenkirchen dans la Rhénanie-du-Nord-Westphalie causé par la tempête. À Borkum, un marin de Cologne est mort le 27 octobre pendant que son bateau chavirait.
À Greetsiel en Basse-Saxe, un moulin à vent a perdu ses ailes et son haut dans le vent. L'événement a été  filmé.

### Danemark
Au Danemark, un homme a été tué par des tuiles arrachées pendant qu'il photographiait Gilleleje. Un autre homme est mort à Holbæk après que sa voiture est entrée en collision avec un arbre tombé.
L'aéroport de Copenhague a suspendu tous ses vols durant la tempête.

### France
Entre le 27 et le 28 octobre 2013 au matin, douze départements furent placés en vigilance orange : la Loire-Atlantique, le Morbihan, le Finistère, les Côtes-d'Armor, l'Ille-et-Vilaine, la Manche, le Calvados, l'Eure, la Seine-Maritime, la Somme, le Pas-de-Calais et le Nord.
À Belle-Île-en-Mer en Bretagne, une femme de 47 ans est tombée dans la mer par le vent. Son corps a été trouvé le lendemain.
De nombreux foyers ont été privés d'électricité : plus de 35 000 en Normandie, 30 000 en Bretagne et 10 000 dans le Nord-Pas-de-Calais.
Le trafic des ferries et des Eurostar entre la France et l'Angleterre a été interrompu les 27 et 28 octobre.

### Pays-Bas
Aux Pays-Bas, une femme est morte en Amsterdam après la chute d'un arbre sur elle. Plus tard, un homme de Veenendaal est mort de ses blessures à hôpital après qu'un arbre lui soit tombé dessus.
L'aéroport d'Amsterdam-Schiphol a reporté une cinquantaine de vols, et le port de Rotterdam a fait de même pour des départs et des arrivées de navire.

### Russie et pays baltes
Dans le nord-ouest de la Russie, des toits se sont envolés et des arbres ont été cassés, laissant des milliers de résidents sans électricité le 29 octobre. À Saint-Pétersbourg, la ville fut menacée d'inondation quand le niveau du fleuve Neva est monté de 25 cm entre 15 h et 15 h 30 avant de retomber. Un homme a été hospitalisé après qu'un panneau publicitaire eut été soufflé sur un autobus où il prenait place.
En Estonie, 50 000 clients ont été privés d’électricité au plus fort de la tempête sur l'île de Saaremaa et dans les comtés de Rapla, Pärnu, Viljandi et Harju.

### Royaume-Uni

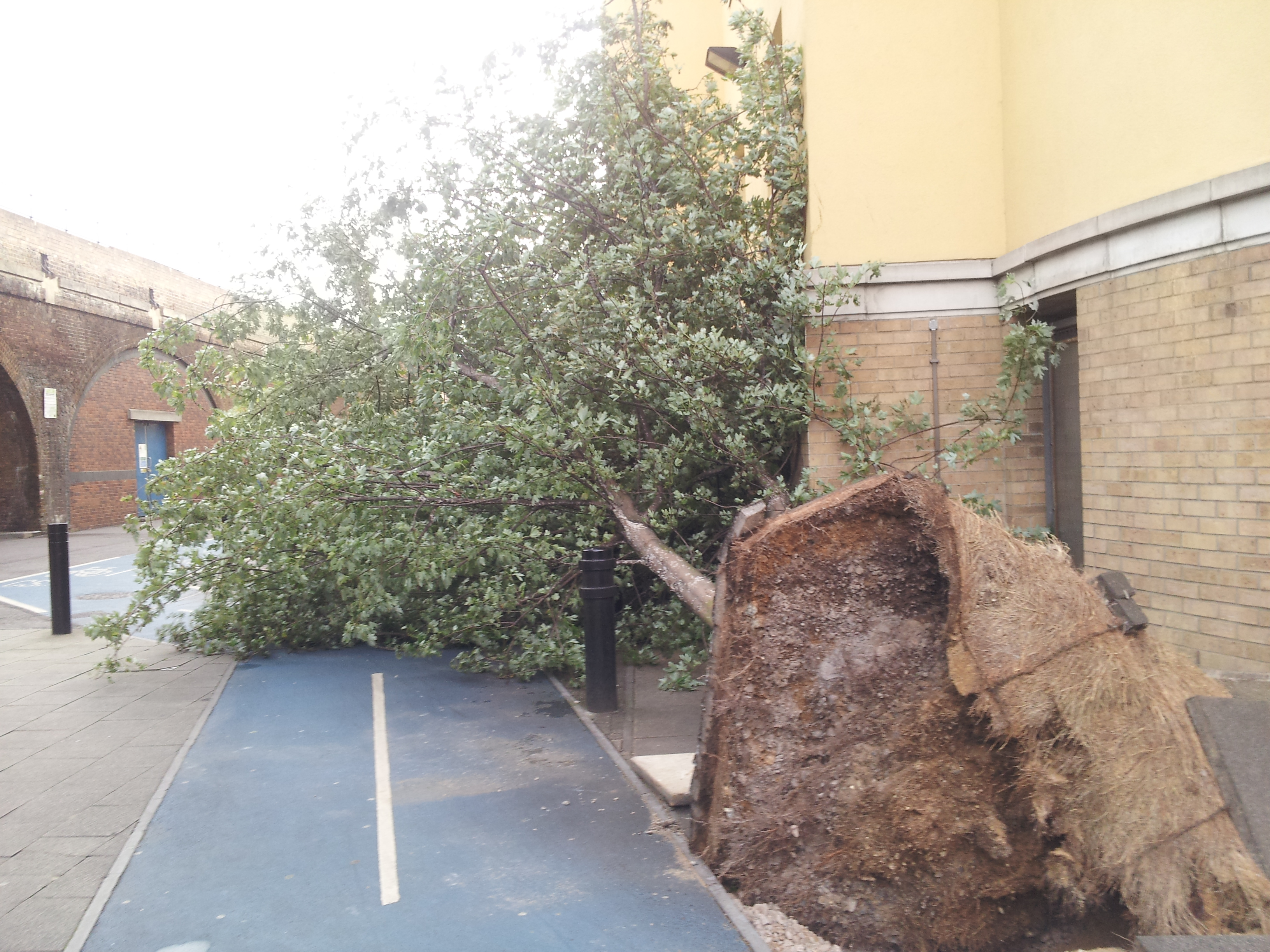
Arbre déraciné près de la station Westferry, à Londres

Au Royaume-Uni, deux personnes, un homme et une femme, sont morts après que leur maison à Hounslow dans la banlieue de Londres eut été détruite par une explosion de gaz, causée par un arbre tombant. À Newhaven dans le Sussex de l'Est, un adolescent de 14 ans a été porté disparu, emporté par la mer. À Hever dans le Kent, une adolescente de 17 ans a été tuée par la chute d'un arbre sur sa caravane. Un homme d'âge moyen a été tué aussi à Watford dans le Hertfordshire quand un arbre tomba sur la voiture qu'il conduisait.
Le bâtiment du Bureau du Cabinet à Whitehall, Londres, fut endommagé lorsqu'une grue s'affaissant dans le vent tomba sur le bâtiment, détruisant la balustrade sur le toit.
300 000 foyers furent privés d'électricité.
130 vols furent annulés à l'aéroport de Londres Heathrow.